# Centropogon (plante)
Pour le genre de poisson, voir Centropogon.
Genre
Centropogon est un genre de plantes de la famille des Campanulaceae. Il comprend de nombreuses espèces des régions tropicales.

## Liste d'espèces
Selon World Checklist of Selected Plant Families (WCSP) (29 avr. 2010) :
- Centropogon acrodentatus  E.Wimm. (1924)
- Centropogon aequatorialis  E.Wimm. (1924)
- Centropogon alatus  Gleason (1925)
- Centropogon albertinus  E.Wimm. (1935)
- Centropogon albolimbatus  E.Wimm. (1924)
- Centropogon albostellatus  Jeppesen (1981)
- Centropogon alens  E.Wimm. (1931)
- Centropogon alsophilus  E.Wimm., Publ. Field Mus. Nat. Hist. (1937)
- Centropogon altus  E.Wimm., Publ. Field Mus. Nat. Hist. (1937)
- Centropogon amplicorollinus  (E.Wimm.) B.A.Stein (1993)
- Centropogon aquilinus  E.Wimm. (1943)
- Centropogon arachnocalyx  Lammers (1998)
- Centropogon arcuatus  E.Wimm. (1924)
- Centropogon argutus  E.Wimm. (1931)
- Centropogon asclepiadeus  (Willd. ex Schult.) E.Wimm. (1926)
- Centropogon astrotrichus  E.Wimm. (1929)
- Centropogon aurostellatus  E.Wimm. (1943)
- Centropogon australis  (E.Wimm.) Gleason (1925)
- Centropogon ayavacensis  (Willd. ex Schult.) Lammers (1999)
- Centropogon azuayensis  Jeppesen (1981)
- Centropogon baezanus  Jeppesen (1981)
- Centropogon balslevii  Jeppesen (1981)
- Centropogon bangii  Zahlbr. (1897)
- Centropogon belliflorus  E.Wimm. (1935)
- Centropogon beniteziae  Lammers (2002)
- Centropogon berteroanus  (Spreng.) DC. (1839)
- Centropogon beslerioides  (Kunth) DC. (1839)
- Centropogon brachysiphoniatus  Zahlbr. (1915)
- Centropogon brittonianus  Zahlbr. (1897)
- Centropogon bruneotomentosus  E.Wimm., Publ. Field Mus. Nat. Hist. (1937)
- Centropogon burmeisteroides  McVaugh (1949)
- Centropogon calycinus  Benth. (1845)
- Centropogon candidatus  Lammers (2002)
- Centropogon caoutchouc  (Kunth) Gleason (1925)
- Centropogon capitatus  Drake (1889)
- Centropogon carnosus  Zahlbr. (1915)
- Centropogon carolinae  F.Wimm. (1943)
- Centropogon cazaletii  Jeppesen (1981)
- Centropogon chiltasonensis  Jeppesen (1981)
- Centropogon chontalensis  Jeppesen (1981)
- Centropogon cinnabarinus  E.Wimm. (1929)
- Centropogon coccineus  (Hook.) Regel ex B.D.Jacks. (1893)
- Centropogon comosus  Gleason (1925)
- Centropogon congestus  Gleason (1925)
- Centropogon connatilobatus  Lammers (1998)
- Centropogon cordifolius  Benth. (1841)
- Centropogon cornutus  (L.) Druce (1913 publ. 1914)
- Centropogon costaricae  (Vatke) McVaugh (1943)
- Centropogon cupreus  E.Wimm. (1931)
- Centropogon curvatus  Gleason (1925)
- Centropogon darienensis  Wilbur (1976 publ. 1977)
- Centropogon david-smithii  Lammers (1998)
- Centropogon delicatulus  McVaugh (1957)
- Centropogon densiflorus  Benth. (1845)
- Centropogon dianae  Lammers (1998)
- Centropogon dillonii  Lammers (1998)
- Centropogon dissectus  E.Wimm. (1926)
- Centropogon dombeyanus  (C.Presl) E.Wimm., Publ. Field Mus. Nat. Hist. (1937)
- Centropogon eborinus  E.Wimm. (1924)
- Centropogon eilersii  Lammers & M.O.Dillon (2002)
- Centropogon ellipticus  Gleason (1925)
- Centropogon elmanus  E.Wimm. (1924)
- Centropogon erianthus  (Benth.) Benth. & Hook.f. ex Drake (1889)
- Centropogon erianthus  (Benth.) Benth. & Hook.f. ex Drake (1889)
- Centropogon erianthus  (Benth.) Benth. & Hook.f. ex Drake (1889)
- Centropogon erianthus  (Benth.) Benth. & Hook.f. ex Drake (1889)
- Centropogon erythraeus  Drake (1889)
- Centropogon eurystomus  E.Wimm. (1931)
- Centropogon ewanii  E.Wimm. (1955)
- Centropogon exsertus  Lammers (1998)
- Centropogon featherstonei  Gleason (1925)
- Centropogon ferrugineus  (L.f.) Gleason (1925)
- Centropogon fimbriatulus  McVaugh (1949)
- Centropogon floccosus  Planch. (1850)
- Centropogon floricomus  McVaugh (1949)
- Centropogon flos-mutisii  E.Wimm., Trab. Mus. Ci. Nat. (1933)
- Centropogon foetidus  (Willd. ex Kunth) E.Wimm. (1929)
- Centropogon foliosus  Rusby (1920)
- Centropogon fulvus  Gleason (1925)
- Centropogon fuscus  (G.Don) E.Wimm. (1926)
- Centropogon gamosepalus  Zahlbr. (1891)
- Centropogon gesneriformis  Drake (1889)
- Centropogon glabrifilis  (E.Wimm.) Jeppesen (1981)
- Centropogon glandulosus  (Hook.) Decne. (1848)
- Centropogon glaucotomentosus  E.Wimm. (1931)
- Centropogon gleasonii  (E.Wimm.) E.Wimm. (1943)
- Centropogon gloriosus  (Britton) Zahlbr. (1897)
- Centropogon grandidentatus  (Schltdl.) Zahlbr. (1891)
- Centropogon grandis  (L.f.) C.Presl (1836)
- Centropogon granulosus  C.Presl (1836)
- Centropogon gutierrezii  (Planch. & Oerst.) E.Wimm. (1926)
- Centropogon hartwegii  (Benth.) Benth. & Hook.f. ex B.D.Jacks. (1895)
- Centropogon hazenii  (Gleason) E.Wimm. (1926)
- Centropogon herzogii  Zahlbr. & Rech. (1913)
- Centropogon heteropilis  E.Wimm. (1931)
- Centropogon hirsutus  Gleason (1925)
- Centropogon hirtiflorus  Drake (1889)
- Centropogon hirtus  (G.Don) C.Presl (1836)
- Centropogon hyalinus  McVaugh (1949)
- Centropogon hylephilus  E.Wimm. (1931)
- Centropogon hypotrichus  E.Wimm., Publ. Field Mus. Nat. Hist. (1937)
- Centropogon incanus  (Britton) Zahlbr. (1897)
- Centropogon intonsus  Gleason (1925)
- Centropogon irazuensis  Wilbur (1972)
- Centropogon isahellinus  E.Wimm. (1924)
- Centropogon jeppesenii  Lammers (1998)
- Centropogon joergensenii  Lammers (2002)
- Centropogon karstenii  Zahlbr. (1891)
- Centropogon knoxii  Lammers (1998)
- Centropogon lagotis  E.Wimm. (1943)
- Centropogon lanceolatus  E.Wimm. (1924)
- Centropogon latifolius  F.Wimm. (1935)
- Centropogon latisepalus  Gleason (1925)
- Centropogon laxus  Zahlbr. (1915)
- Centropogon lehmannii  Zahlbr. (1915)
- Centropogon leucocarpus  McVaugh (1949)
- Centropogon leucophyllus  Gleason (1925)
- Centropogon lianeus  E.Wimm. (1935)
- Centropogon licayensis  Gleason (1925)
- Centropogon lindenianus  E.Wimm. (1924)
- Centropogon linneanus  E.Wimm. (1931)
- Centropogon llanganatensis  Jeppesen (1981)
- Centropogon longifolius  E.Wimm. (1924)
- Centropogon longipetiolatus  E.Wimm. (1929)
- Centropogon loretensis  E.Wimm., Publ. Field Mus. Nat. Hist. (1937)
- Centropogon luteus  E.Wimm. (1924)
- Centropogon luteynii  Wilbur (1976 publ. 1977)
- Centropogon macbridei  Gleason (1925)
- Centropogon macrocarpus  Zahlbr. (1906)
- Centropogon macrophyllus  (G.Don) E.Wimm. (1929)
- Centropogon magnificus  Zahlbr. & Rech. (1913)
- Centropogon mandonis  Zahlbr. (1891)
- Centropogon medusa  E.Wimm. (1926)
- Centropogon mellitus  E.Wimm. (1931)
- Centropogon microcalyx  E.Wimm. (1935)
- Centropogon monagensis  McVaugh (1949)
- Centropogon nervosus  E.Wimm. ex Gleason (1925)
- Centropogon nigricans  Zahlbr. (1915)
- Centropogon occultus  Gleason (1925)
- Centropogon oligotrichus  E.Wimm. (1931)
- Centropogon ozotrichus  E.Wimm. (1929)
- Centropogon palmanus  (Donn.Sm.) E.Wimm. (1935)
- Centropogon pamplonensis  E.Wimm. (1924)
- Centropogon papillosus  E.Wimm. (1943)
- Centropogon parviflorus  (Zahlbr.) Jeppesen (1981)
- Centropogon pedicellaris  Gleason (1925)
- Centropogon perlongus  Gleason (1925)
- Centropogon peruvianus  (E.Wimm.) McVaugh (1949)
- Centropogon phoeniceus  Jeppesen (1981)
- Centropogon pichinchensis  Zahlbr. (1915)
- Centropogon pilalensis  Jeppesen (1981)
- Centropogon pinguis  E.Wimm. (1931)
- Centropogon polytrichus  E.Wimm. (1929)
- Centropogon preslii  E.Wimm. (1924)
- Centropogon pulcher  Zahlbr. (1906)
- Centropogon pyropus  E.Wimm. (1935)
- Centropogon quebradanus  E.Wimm. (1931)
- Centropogon reflexus  C.Presl (1836)
- Centropogon reticulatus  Drake (1889)
- Centropogon rimbachii  E.Wimm. (1929)
- Centropogon roraimanus  E.Wimm. (1929)
- Centropogon roseus  Rusby (1912)
- Centropogon rubiginosus  E.Wimm. (1924)
- Centropogon rubroaureus  E.Wimm. (1935)
- Centropogon rubrodentatus  Jeppesen (1981)
- Centropogon rufus  E.Wimm. (1924)
- Centropogon saltuum  E.Wimm. (1926)
- Centropogon salviiformis  Zahlbr. (1915)
- Centropogon scabellus  E.Wimm. (1929)
- Centropogon scabiosus  E.Wimm. (1924)
- Centropogon sciaphilus  Zahlbr. (1891)
- Centropogon silvaticus  E.Wimm. (1935)
- Centropogon simulans  Lammers (1998)
- Centropogon smithii  E.Wimm. (1932)
- Centropogon sodiroanus  Zahlbr. (1915)
- Centropogon solanifolius  Benth. (1845)
- Centropogon solisii  Jeppesen (1981)
- Centropogon steinii  Lammers (1998)
- Centropogon steyermarkii  Jeppesen (1981)
- Centropogon subandinus  Zahlbr. (1915)
- Centropogon subcordatus  Zahlbr. (1915)
- Centropogon suberianthus  Zahlbr. (1915)
- Centropogon talamancensis  Wilbur (1970)
- Centropogon tenuifolius  E.Wimm. (1935)
- Centropogon tessmannii  E.Wimm. (1929)
- Centropogon tovarensis  Planch. & Linden (1852)
- Centropogon trachyanthus  E.Wimm. (1931)
- Centropogon trianae  Zahlbr. (1915)
- Centropogon trichodes  E.Wimm. (1931)
- Centropogon ulloae  Lammers (2002)
- Centropogon umbrosus  E.Wimm. (1924)
- Centropogon uncialis  McVaugh (1949)
- Centropogon uncinatus  Zahlbr. (1905)
- Centropogon unduavensis  (Britton) Zahlbr. (1897)
- Centropogon unicolor  E.Wimm. (1935)
- Centropogon urceolatus  E.Wimm. (1943)
- Centropogon ursinus  Jeppesen (1981)
- Centropogon urubambae  E.Wimm. (1935)
- Centropogon valerii  Standl., Publ. Field Mus. Nat. Hist. (1938)
- Centropogon varelae  E.Wimm. (1968)
- Centropogon varicus  McVaugh (1965)
- Centropogon vaughianus  E.Wimm. (1955)
- Centropogon verbascifolius  (C.Presl) Gleason (1925)
- Centropogon vernicosus  Zahlbr. (1891)
- Centropogon viriduliflorus  E.Wimm. (1935)
- Centropogon vitifolius  Lammers (2002)
- Centropogon vittariifolius  McVaugh (1949)
- Centropogon vulpinus  E.Wimm. (1931)
- Centropogon warscewiczii  Van Houtte ex Regel (1858)
- Centropogon weberbaueri  Zahlbr. (1906)
- Centropogon wilburii  Lammers (1998)
- Centropogon wimmeri  Standl., Publ. Field Mus. Nat. Hist. (1938)
- Centropogon yarumalensis  E.Wimm. (1931)
- Centropogon yungasensis  Britton (1892)
- Centropogon zamorensis  Jeppesen (1981)